# راپن

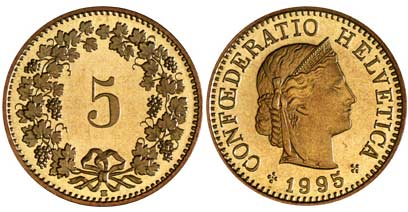
سکه ۵ راپن سوئیس

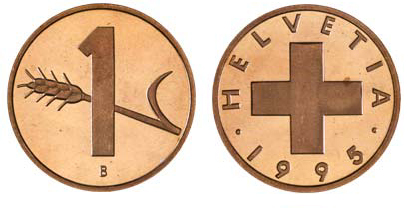
سکه ۱ راپن سوئیس که از ۲۰۰۷ دیگر معتبر نیست

راپن (به آلمانی: Rappen)، نوعی فنیگ بود در قرون وسطی در مناطق آلمانیش آلزاس، سوندگائو و شمال سوئیس رایج بود. و مانند سایر سکه‌های آلمانی، نیم تکه آن هالر بود.
امروزه، یک صدم فرانک سوئیس، به‌طور رسمی در زبان آلمانی و آلمانی سوئیسی راپن و در زبان رومانش رپ خوانده می‌شود. سکه‌های مدرن سوئیس در بین فرانسوی زبانان سوئیس سانتیم و در بین ایتالیایی زبانان سوئیس سنتسیمو خوانده می‌شود. یک صدم فرانک سوئیس نیز در سطح بین‌الملل و در بین مردمان غیر سوئیسی سانتیم نامیده می‌شود.